# Kloster Lenzen
Das Kloster Lenzen war ein Kloster in oder bei Lenzen im heutigen Brandenburg im 11. Jahrhundert. Es war eines der ältesten Klöster im slawischen Siedlungsgebiet östlich der Elbe.

## Geschichte
Das Kloster wurde nur zweimal erwähnt: bei Adam von Bremen und Helmold von Bosau. Beide berichten, es sei vom Abodritenfürsten Gottschalk neben anderen Klöstern und Bistümern gegründet worden. Das Kloster muss dem Orden der Benediktiner angehört haben, da es zu dieser Zeit keinen anderen Orden in Mitteleuropa gab.
Weitere historische Nachrichten sind nicht erhalten. Da Gottschalk 1066 bei einem antichristlichen slawischen Aufstand in Lenzen getötet wurde, wurde das dortige Kloster wahrscheinlich auch zerstört.

## Lage
Das Kloster lag in oder bei Lenzen. Spätere Überlieferungen nennen die Umgebung der späteren Stadtpfarrkirche St. Katharinen oder den Marienberg 4 Kilometer nordöstlich der Stadt als mögliche Standorte. Auf dem Marienberg war 1459 eine Marienkapelle erwähnt worden, die möglicherweise schon seit spätestens dem 13. Jahrhundert dort gestanden hat. Ein Zusammenhang zum Kloster ist aber nicht überliefert.